# Яворський Микола
Микола Яворський (псевдо: «Козак», «Здоровенко» 1916 Тернопільська область — 29 січня 1946, біля с. Космач, Косівський район, Івано-Франківська область) — український військовик, майор УПА, командир ТВ-21 «Гуцульщина».

## Життєпис
Служив у польській армії.
Протягом квітня 1941 до грудня 1942 вояк легіону «Нахтіґаль» та Шуцманшафт батальйону № 201.
В УНС з травня 1943 року — командир 3-ї сотні, командир вишкільного куреня ім. Коновальця “Чорні чорти” (1943), командир групи “Гуцульщина” (1944). Перший успішний бій провів у червні в с. Кіданч під Коломиєю з німцями,— під час переходу сотні з місця формування поблизу с. Грушка до Карпат.
Протягом січня — грудня 1945 року командир ТВ-21 «Гуцульщина». Також обіймав посаду військового референта Коломийського окружного проводу ОУН.
Загинув у сутичці з військовими НКВС на полонині Ледескул. 
Лицар Срібного хреста бойової заслуги 2-го класу (25.04.1945). Майор УПА посмертно (10.10.1946). 